# Baureihe 182.0
De Baureihe 182.0, tot 1968 bekend als E320, was een elektrische locomotief bestemd voor het personenvervoer van de Deutsche Bundesbahn (DB).

## Geschiedenis
In 1957 gaf de Deutsche Bundesbahn opdracht aan Krupp werk Essen voor de bouw van elektrische locomotieven voor Saarland met aansluiting naar Frankrijk. De elektrische installatie werd gebouwd door AEG. In 1960 werd de eerste locomotief afgeleverd.
Deze locomotieven werden ontwikkeld en gebouwd op basis van de series E10 en E40.

## Constructie en techniek
De locomotief heeft een stalen frame. Op de draaistellen wordt elke as door een elektrische motor aangedreven.

## Nummers
De locomotieven zijn door de Deutsche Bundesbahn als volgt genummerd:
- E320 01, na 1968 vernummerd in 182 001
- E320 11, na 1968 vernummerd in 182 011
- E320 21, na 1968 vernummerd in 182 021

De locomotieven zijn door de Deutsche Bundesbahn afgevoerd:
- 182 001: 30 juni 1977, DB-Museum in Koblenz-Lützel
- 182 011: 26 oktober 1978
- 182 021: 1 oktober 1982

## Treindiensten
De locomotieven werden door de Deutsche Bahn in de spits ingezet in het personenvervoer op diverse trajecten in en tussen Duitsland en Frankrijk. De locomotieven werden door de Deutsche Bahn ook ingezet in het goederenvervoer.

## Foto's

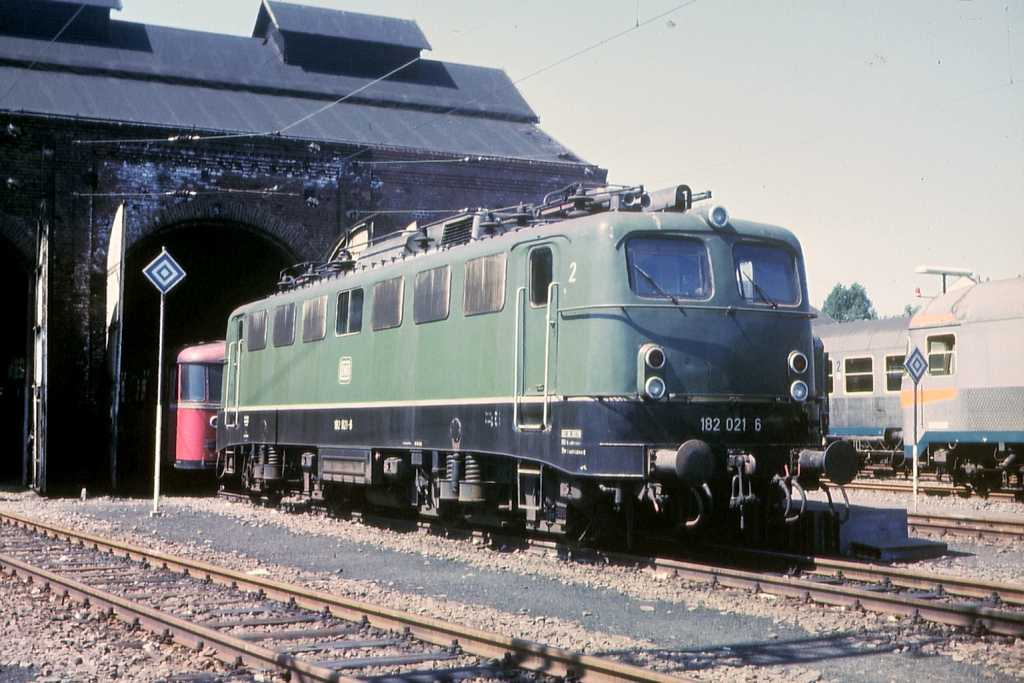

In dit overzicht staan eveneens treinen van de Deutsche Bundesbahn (DB) en van de Deutsche Reichsbahn (DR)